# Рамнаґар (Уттаракханд)
Найнітал (гінді रामनगर, англ. Ramnagar) — місто в окрузі Найнітал індійського штату Уттаракханд. Місто є популярною туристичною пам'яткою. Воно відоме чудовим кліматом, розташуванням у передгір'ях Гімалаїв, розташованими неподалік Національним парком Джім-Корбетт і курортом Найнітал.
| Індія | Це незавершена стаття з географії Індії. Ви можете допомогти проєкту, виправивши або дописавши її. |